# Hairspray (película de 2007)
Hairspray es una película juvenil estadounidense de 2007, de género musical, dirigida por Adam Shankman. La película es una adaptación del musical de Broadway de 2002 del mismo nombre, ganador del premio Tony. Así mismo es una adaptación de la película Hairspray de 1988, de John Waters.

## Comentarios
Fue producida por Producciones CINEMA y distribuida por New Line Cinema. 
Fue estrenado en los Estados Unidos, Canadá, y el Reino Unido el 20 de julio de 2007. 
Recibiendo críticas sobre todo positivas, Hairspray logró gran éxito financiero,(2008). Sigue siendo una de las películas más vendidas en formato DVD como película musical. Ha sido la cuarta con la recaudación más alta en la historia de cine estadounidense, detrás de las adaptaciones cinematográficas de los musicales Grease, Chicago y Mamma Mia!. Está disponible en varios formatos, Hairspray salió en formato DVD el 20 de noviembre de 2007.

## Argumento
En 1962, Tracy y su mejor amiga Penny van al famoso programa de televisión The Corny Collins Show, en el que jóvenes, en su gran mayoría de piel blanca, participan en un concurso de baile. Tracy consigue entrar en el programa pese a su apariencia física no estandarizada debido a su sobrepeso, y se convierte en una estrella de la ciudad de Baltimore. De esta manera, aprovecha su fama para ayudar en causas en las que cree, como es la lucha contra el racismo y la segregación racial de la época.

## Personajes y elenco
- John Travolta como Edna Turnblad.
- Nikki Blonsky como Tracy Turnblad.
- Michelle Pfeiffer como Velma Von Tussle.
- Amanda Bynes  como Penny Pingleton.
- Christopher Walken como Wilbur Turnblad.
- Zac Efron como Link Larkin.
- Brittany Snow como Amber Von Tussle
- James Marsden como Corny Collins.
- Queen Latifah como  Maybelle.
- Elijah Kelley como Seaweed J. Stubbs.
- Allison Janney como Prudy Pingleton.
- Taylor Parks como Inez Stubbs.
- Paul Dooley como Mr. Spritzer.

## Cameos
Además de los actores principales, la película contó con varias apariciones de personas implicadas de alguna forma en la historia del proyecto musical Hairspray:
- Jerry Stiller es Mr. Pinky (Wilbur Turnblad en la película original de John Waters).
- Ricki Lake: Tracy Turnblad en la película original de John Waters, Adam Shankman (director y coreógrafo de esta película), Marc Shaiman y Scott Wittman (co-letristas y escritores de la BSO de esta película), hacen una aparición entre el público de la última secuencia de You can't stop the beat como cazatalentos.
- John Waters hace su aparición al principio de esta película durante la canción Good morning Baltimore como exhibicionista (es el director, escritor y guionista de la primera película Hairspray).
- Mink Stole (Tammy en la película original de John Waters).

## Números musicales
Todas las canciones de la película son las del musical de Broadway compuestas por Marc Shaiman y Scott Wittman. 
1. "Good morning Baltimore" (Buen día Baltimore) — Tracy  Turnblad
2. "The nicest kids in town" (Los mejores de la ciudad) — Corny Collins y el elenco del 'Show de Corny Collins'
3. "It takes two" (Se necesitan dos) — Link Larkin (sólo coda usado)
4. "(The legend of) Miss Baltimore Crabs" (La Leyenda de Srta. Baltimore Crabs) — Velma VonTussle
5. "I can hear the bells" (Oigo un repicar) — Tracy
6. "Ladies' choice"  (La decisión de las chicas) — Link Larkin
7. "The nicest kids in town (Reprise)" (Los mejores de la ciudad) — Corny Collins
8. "The new girl in town" (La nueva chica en la ciudad) — Amber, Tammy, Shelley, Tina y Las Dinamitas
9. "Welcome to the 60's" (Bienvenida a los 60s) — Tracy, Edna, Las Dinamitas y clientas del Rincón Robusto
10. "Run and tell that" (Ve y dilo ya) — Seaweed Stubbs, Inez Stubbs y los chicos negros castigados
11. "Big, blonde and beautiful" (Grande, rubia y hermosa) — Motormouth Maybelle
12. "Big, blonde and beautiful (Reprise)" (Grande, rubia y hermosa) — Edna Turnblad y Velma VonTussle
13. "(You're) Timeless to me" (Eres eterno/a para mí) — Edna y Wilbur Turnblad
14. "I know where I've been" (Sé dónde he estado) — Motormouth Maybelle
15. "Without love" (Sin amor)— Link Larkin, Tracy Turnblad, Seaweed Stubbs, y Penny Pingleton
16. "It's Hairspray" (Es Hairspray) — Corny Collins
17. "You can't stop the beat" (No puedes parar el ritmo) — Todo el elenco de la película

## Curiosidades y datos de interés
- La versión original de la historia, la del año 1988, era una comedia, pero no en clave musical.
- En ambas películas se cuenta la historia de superación de Tracy, pero destaca el trasfondo social que reflejan los filmes, en los que se habla de integración (de razas principalmente), de respeto a los demás y de la superación del miedo a aquello que es distinto.
- Algunos críticos aseguran que con este remake que llevó a cabo Waters se pierde crítica, pues se muestra en clave de comedia y puede llegar a no ser tomada demasiado en serio.
- Baltimore, la ciudad sobre la que se asienta la película -y el país en su totalidad- estaba mucho más dividida respecto a la cuestión racial de lo que se ve en el film.
- El programa de televisión que aparece en la película está basado en “The Buddy Deane Show”, que se emitió en Estados Unidos entre los años 1957 y 1964.

Créditos
1. "Come so far (Got so far to go)" (Aún hay mucho por andar) — Tracy, Link, Paul, Tina y Maybelle.
2. "Mama, I'm a big girl now" (Mamá, ya estoy grande) — Ricki Lake, Marissa Jaret Winokur, y Nikki Blonsky
3. "Cooties" (Piojosa) — Aimee Allen
4. "Mr. Pinky's theme" (Tema del Sr. Pinky) — Instrumental

Se quitaron 3 canciones del musical de Broadway:
- Mama, I'm a big girl now: Se quitó por el exceso de números musicales, se puso como instrumental bajo el nombre de "The stricken chicken" ('La gallina loca') en el "Show de Corny Collins" y, además, se aprovechó su ausencia en la película para incluirla como canción en los créditos cantada nada más y nada menos que por las tres Tracy's Turnblad, es decir, por Marissa Jaret Winokur (Tracy en el musical de Broadway), Nikky Blonsky (Hairspray de Adam Shankman) y Ricki Lake (Hairspray de John Waters).
- The big dollhouse: Esta canción, en español "La gran casa de las muñecas", era una canción de la secuencia del musical en la que algunos personajes son detenidos después de la manifestación. Adam Shankman la quitó por la duración de la película y de la escena, además de por la complicación que habría supuesto hacerla.
- Cooties: En realidad, la secuencia musical no se ha quitado del todo ya que sólo se oye la música de fondo en la escena de la prueba de las concursantes para "Miss Teenage Hairspray". Shankman la quitó y la reconstruyó para incluirla en los créditos. En el musical de Broadway esta canción la cantaba Amber para la prueba de aspirantes a Señorita Hairspray.

También se quitó el número de It takes two (Se necesitan dos), cantado por Link, ya que solamente se oye una pequeñísima parte de la canción cantada por Zac Efron.
Sin embargo, se añadieron canciones nuevas como:
- Ladies' choice: Cantada por Link; esta canción sustituye a "The madison" en la película de John Waters y en el musical de Broadway. También escrita por Marc y Scott, es al estilo Elvis.
- The new girl in town: No es una canción nueva, sino que era una canción eliminada del musical de Broadway, pero que se incluyó en esta película.
- Big, blonde and beautiful (Reprise): Es una repetición de la canción Big, blonde and beautiful en la que Velma seduce a Wilbur.

También hay una canción eliminada de la película, pero compuesta para la misma, en una escena llamada I can wait, cantada por Tracy, que se puede escuchar en el disco 2 de la Edición Especial en DVD de Hairspray.

## Premios

### Premios Globo de Oro
| Año  | Categoría                          | Persona                            | Resultado |
| ---- | ---------------------------------- | ---------------------------------- | --------- |
| 2008 | Mejor película - Comedia o musical | Mejor película - Comedia o musical | Nominada  |
| 2008 | Mejor actriz - Comedia o musical   | Nikki Blonsky                      | Nominada  |
| 2008 | Mejor actor de reparto             | John Travolta                      | Nominado  |

### Premios del Sindicato de Actores
| Año  | Categoría     | Resultado |
| ---- | ------------- | --------- |
| 2007 | Mejor reparto | Nominada  |

### Otros premios
2007 Young Hollywood Award
- Zac Efron
- Nikki Blonsky
- Jordi Moreno

2007 Teen Choice Awards
- Película del Verano — Comedy/Musical

2007 Hollywood Film Festival & Hollywood Awards
- Productor(es) del Año de Hollywood  — Craig Zadan and Neil Meron
- Mejor Elenco del Año de Hollywood — Musical/Comedia

19th Annual Palm Springs International Film Festival
- Estrella que crece - Nikki Blonsky
- Ensemble Performance Award

13th Annual Critics' Choice Awards
- Mejor Elenco
- Mejor Actriz Joven - Nikki Blonsky

2008 People's Choice Awards
- Canción Favorita de una Banda sonora - "You can't stop the beat"

Billboard Year End Charts (2007)
- # 1 en Álbum del Año - "Hairspray"